# Ostrander (Ohio)
Ostrander és una població dels Estats Units a l'estat d'Ohio. Segons el cens del 2000 tenia 405 habitants.

## Demografia
Segons el cens del 2000, Ostrander tenia 405 habitants, 148 habitatges, i 111 famílies. La densitat de població era de 473,9 habitants/km².
Dels 148 habitatges en un 39,2% hi vivien nens de menys de 18 anys, en un 61,5% hi vivien parelles casades, en un 8,1% dones solteres, i en un 25% no eren unitats familiars. En el 17,6% dels habitatges hi vivien persones soles el 8,8% de les quals corresponia a persones de 65 anys o més que vivien soles. El nombre mitjà de persones vivint en cada habitatge era de 2,74 i el nombre mitjà de persones que vivien en cada família era de 3,14.
Per edats la població es repartia de la següent manera: un 27,9% tenia menys de 18 anys, un 8,9% entre 18 i 24, un 35,1% entre 25 i 44, un 19,3% de 45 a 60 i un 8,9% 65 anys o més.
L'edat mediana era de 34 anys. Per cada 100 dones de 18 o més anys hi havia 87,2 homes.
La renda mediana per habitatge era de 49.583 $ i la renda mediana per família de 49.375 $. Els homes tenien una renda mediana de 36.250 $ mentre que les dones 27.500 $. La renda per capita de la població era de 27.751 $. Aproximadament el 6,3% de les famílies i el 5,8% de la població estaven per davall del llindar de pobresa.

## Poblacions més properes
El següent diagrama mostra les poblacions més properes.